# Kożuszki-Ośrodek
Kożuszki-Ośrodek – część wsi Kożuszki-Parcel w Polsce, położona w województwie mazowieckim, w powiecie sochaczewskim, w gminie Sochaczew.
W latach 1975–1998 Kożuszki-Ośrodek administracyjnie należał do województwa skierniewickiego.